# Марттила
Марттила (фин. Marttila, швед. S:t Mårtens) — община в провинции Исконная Финляндия, губерния Западная Финляндия, Финляндия. Общая площадь территории — 195,98 км², из которых 0,71 км² — вода.

## Демография
На 31 декабря 2022 года в общине Марттила проживают 1978 человек: 1015 мужчин и 963 женщины.
Финский язык является родным для 98,29 % жителей, шведский — для 0,75 %. Прочие языки являются родными для 0,95 % жителей общины.
Возрастной состав населения:
- до 14 лет — 15,18 %
- от 15 до 64 лет — 61,57 %
- от 65 лет — 23,15 %

Изменение численности населения по годам:
| Год  | Численность |
| ---- | ----------- |
| 1980 | 2278        |
| 1990 | 2282        |
| 2000 | 2135        |
| 2010 | 1994        |
| 2020 | 1999        |
| 2022 | 1978        |